# روجر إريكسون (مصور)
روجر إريكسون (بالإنجليزية: Roger Erickson)‏ هو مصور أمريكي، ولد في 1964.

## وصلات خارجية
- روجر إريكسون على موقع ميوزك برينز (الإنجليزية)
- روجر إريكسون على موقع ديسكوغز (الإنجليزية)